# 統治地位
統治地位，是日本純種競賽馬匹。生涯活躍於中距離賽事，曾於2012年勝出女皇盃，亦曾勝出美國賽馬會盃及日經新春盃等賽事。

## 出賽前
2007年5月15日出生於北海道安平町北部牧場，成長途中於一口馬主俱樂部Sunday Racing Co. Ltd.休養。
其後交由栗東訓練中心練馬師角居勝彥訓練。

## 競賽生涯

### 2歲
2009年12月17日出戰阪神競馬場2歲新馬戰，比賽途中選擇保持於後方下在對面直路逐步發力，最終成功衝出之下以壓倒性的3 1/2馬位優勢奪得首勝。

### 3歲
2010年首戰為公開賽若駒錦標，然而於比賽途中在直路上稍微受阻，縱然最終成功突破衝出，但仍然不敵於內檔位置順暢加速的萬千寵愛，落後1 1/2馬位得第二。
其後原定以非洲堇錦標作為目標，但受到發燒影響下改為出戰堇錦標，然而賽前再度出現蜂窩組織炎下避戰，最終陣營確認統治地位將會角逐海石竹賞。比賽開始後，其保持於中團有利位置推進，通過第四彎道後逐步抽出外檔準備加速。進入直路後，其於外檔位置展開衝刺，雖然一度受到大外檔內閃的Tamuro Sky的影響失去平衡，但迅速調整過後成功繼續保持優勢，最終拉開後方1 1/2馬位贏得比賽。
3月27日出戰每日盃，縱然本次比賽賽前其為第一人氣熱門，但於出閘後隨即因漏閘及受到旁邊The Taiki落馬事件的影響，最終於諸多不離因素下未能發揮優勢以第五落敗。
短暫放草後出戰主席錦標，比賽途中再度以中團戰術搭配最後彎道外閃，最終完全發揮末腳速度之下不斷拉開對手，以4馬位優勢獲勝。
5月30日按照計劃出戰東京優駿（日本打吡），由於主戰騎師岩田康誠決定策騎皋月賞馬比薩勝駒，因而本次比賽其由四位洋文代打。比賽開始後，其於有利位置以較慢的節奏追走，並一直保持此節奏以等待時機。進入直路後，雖然其一度加速衝出，但受到前方Gestalt穿插的影響下始終未能大程度加速，最終敗於其他對手下以第五完賽。
夏季休養過後在12月出戰鳴尾紀念，比賽初段選擇於約莫第四的位置推進，進入直路後成功把握前方賽駒力弱的時機超越對手，最終亦可抵擋後方來襲的萬千寵愛的追擊下保持優秀，奪得首個分級賽冠軍。

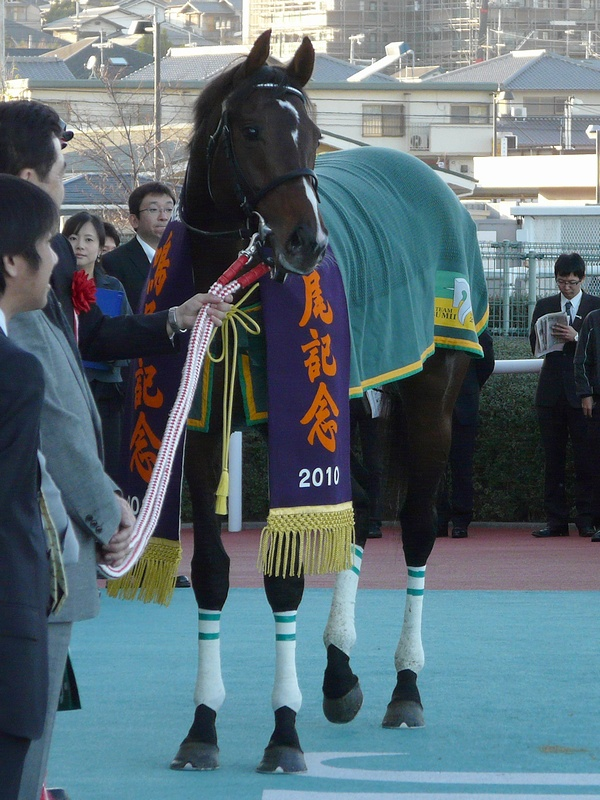
鳴尾紀念頒獎儀式

其後乘勢出戰有馬紀念挑戰年長馬匹，但未能於直路進一步加速之下僅以第六完賽。

### 4歲
2011年陣營安排其以日經新春盃作為首戰，賽前獲得第二人氣。比賽開始後，其一直處於第四的先頭位置，於對面直路稍微加速下亦進佔有利位置準備發力。通過第四彎道時，其以優秀的反應衝出，於進入直路後經已取得領先，最終其亦成功保持優秀直至終點取得第二個分級賽冠軍。

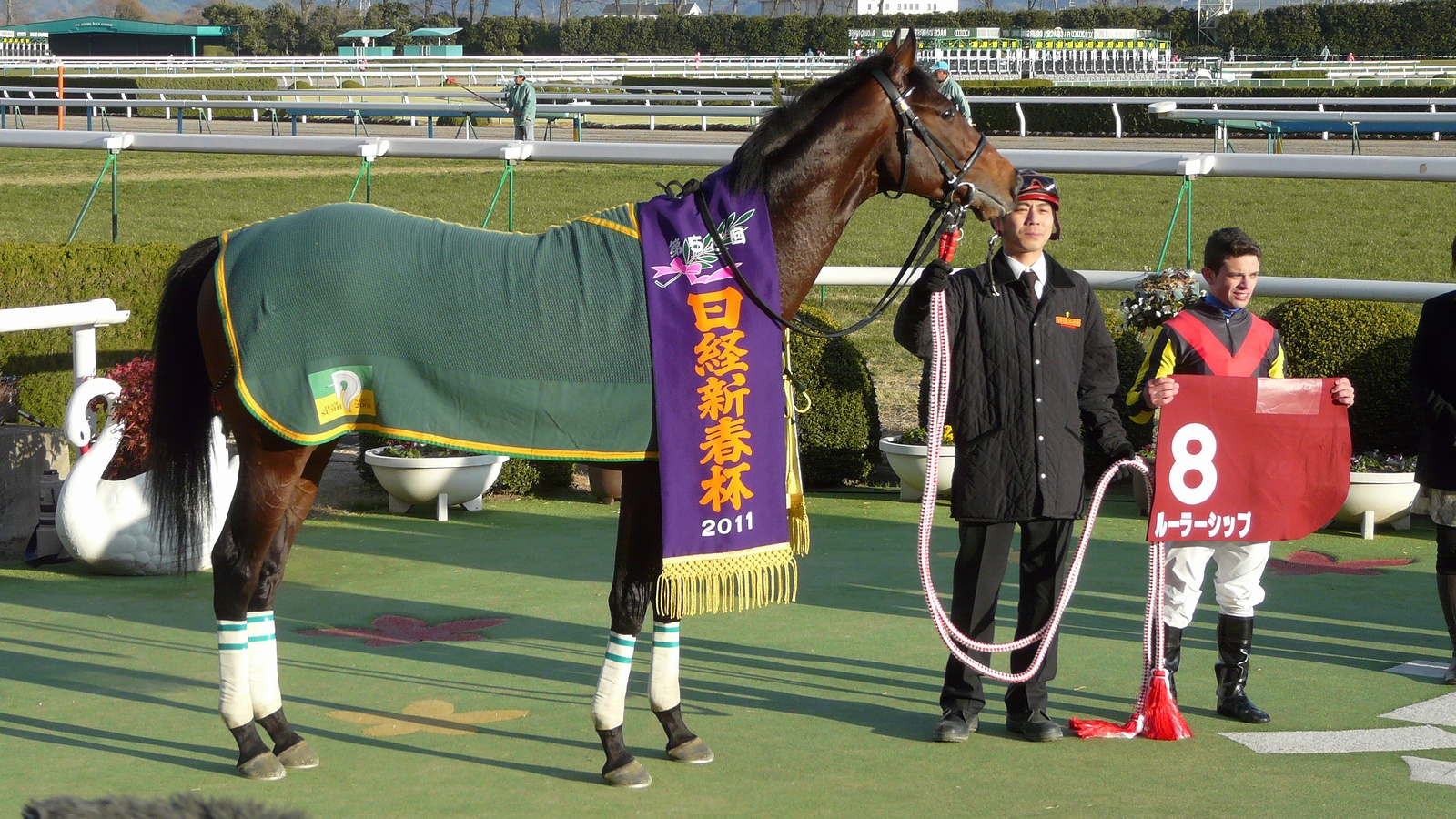
日經新春盃頒獎儀式

其後遠征阿聯酋出戰杜拜司馬經典賽，雖然比賽初段一直維持於第三的位置，但於進入對面直路後突然搶口越衝越前，最終體力耗盡下於直路失速，以第六的戰績落敗。
回國後以金鯱賞作為目標，雖然於比賽初段因漏閘的問題落後於其他馬匹，但最終嚮應騎師福永祐一的指揮下得以調整，於直路成功跑出優秀的末腳速度超越前方的北國對手，以3/4馬位優勢取勝。
6月26日出戰寶塚紀念，本次比賽其再度採用後上戰術下於直路逐步於後方位置蠶食前方對手，但最終仍然未能彌補差距，僅跑獲入板的第五。
進入秋季後原定以秋季天皇賞作為起動戰，但蹄部出現不適下決定避戰，並直接出戰年末的有馬紀念。比賽開始後，其選擇以緩慢的姿態保持於後方位置等待時機，於進入第四彎道才開始發力抽出外檔。進入直路後，雖然其仍然處於較後的位置，但此時其經已進入加速狀態並轟出全場最快末腳，最終僅敗於黃金巨匠、榮進閃耀及邁向輝煌取得第四。

### 5歲
2012年年初隨即出戰美國賽馬會盃，再度和福永組成組合。比賽開始後，其始終處於後方位置等待時機，並於第三、四彎道中間諸暨部加速並向外進佔位置。進入直路後，其成功憑借早前的動作望空，最終爆發出自身優秀的末腳下一舉超越前方所有對手，以3馬位的優勢輕鬆拋離第二的中山騎士取得第四個分級賽冠軍。
3月24日出戰日經賞，雖然本次比賽其保持自身節奏於中團靠後位置逐步推進保留體力並於直路成功加速，可惜未能縮窄和大逃快放的貓之拳的距離下再被凱旋芭蕾超越，最終以第三的戰績完賽。
其後陣營安排其遠征香港出戰女皇盃，並由意大利籍騎師李寶利策騎。比賽開始後，其保持一反以往常用的差追跑法，選擇走前主動搶佔位置，並一直於內欄第三的有利位置推進。進入直路後，其輕鬆由所在位置逐步衝出，最終不斷拉開和對手距離之下戰勝德國二千堅尼冠軍魔法幻影、愛爾蘭打吡冠軍瑰寶灘及精英碟冠軍自由好等強敵取得首個一級賽冠軍。
回國後出戰寶塚紀念，雖然於比賽初段稍微慢閘，但仍然可以迅速調整並進佔良好位置。進入直路後，其於外檔位置加速衝出並一度取得領先，可惜於中後段被爆發出凌厲姿態的黃金巨匠超越，最終以2馬位差距落敗得第二。
10月28日出戰秋季天皇賞，再度漏閘之下選擇後上戰術，雖然於直路上在外檔轟出恐怖的後600米33.1秒末腳，但仍然未能扭轉劣勢，最終敗於榮進閃耀及超常駿驥取得第三。
其後出戰日本盃，比賽開始後仍然出現漏閘的問題，最終和上場賽事一樣未能扭轉劣勢取得第三。
12月23日出戰有馬紀念，縱然陣營於賽前經已安排其戴上矯正用具防止漏閘毛病惡化，但其仍於閘內突然站立並繼續漏閘，導致其比賽初段經已落後對手約莫10馬位的巨大差距。然而即管出現如此情況，統治地位仍然可以迅速進入狀態並保持節奏行進，甚至於最後直路於大外檔不斷加速超越前方賽駒，最終僅敗於黃金船及碧藍海洋以第三完賽。
完成有馬紀念後，陣營按照計劃安排其退役，並於12月26日取消其於日本中央競馬會的賽駒註冊。

### 詳細賽績
| 日期       | 舉辦國家 | 馬場 | 距離   | 級別 | 賽事名稱       | 負重 | 騎師     | 馬號 | 出馬 | 名次 | 時間     | 頭馬（二馬）        |
| ---------- | -------- | ---- | ------ | ---- | -------------- | ---- | -------- | ---- | ---- | ---- | -------- | ------------------- |
| 27/12/2009 | 日本     | 阪神 | 草2000 |      | 2歲新馬        | 55   | 岩田康誠 | 1    | 11   | 1    | 2:04.7   | （Eifer Ryan）      |
| 23/1/2010  | 日本     | 京都 | 草2000 | OP   | 若駒錦標       | 56   | 岩田康誠 | 2    | 10   | 2    | 2:02.2   | 萬千寵愛            |
| 7/3/2010   | 日本     | 阪神 | 草1800 |      | 海石竹賞       | 56   | 岩田康誠 | 14   | 14   | 1    | 1:51.2   | （Miyaji Shenlong） |
| 27/3/2010  | 日本     | 阪神 | 草1800 | GIII | 毎日盃         | 56   | 岩田康誠 | 2    | 11   | 5    | 1:49.8   | 野田尚城            |
| 8/5/2010   | 日本     | 東京 | 草2000 | OP   | 主席錦標       | 56   | 横山典弘 | 5    | 18   | 1    | 1:59.1   | （Quark Star）      |
| 30/5/2010  | 日本     | 東京 | 草2400 | GI   | 東京優駿       | 57   | 四位洋文 | 3    | 17   | 5    | 2:27.2   | 榮進閃耀            |
| 4/12/2010  | 日本     | 阪神 | 草1800 | GIII | 鳴尾紀念       | 55   | 岩田康誠 | 11   | 12   | 1    | 1:44.9   | （萬千寵愛）        |
| 26/12/2010 | 日本     | 中山 | 草2500 | GI   | 有馬紀念       | 55   | 李慕華   | 5    | 15   | 6    | 2:33.0   | 比薩勝駒            |
| 16/1/2011  | 日本     | 京都 | 草2400 | GII  | 日經新春盃     | 56.5 | 李寶利   | 8    | 13   | 1    | 2:24.6   | （萬千寵愛）        |
| 26/3/2011  | 阿聯酋   | 美丹 | 草2410 | GI   | 杜拜司馬經典賽 | 56.5 | 蘇銘倫   | 10   | 14   | 6    | 記錄缺失 | 環保駿駒            |
| 28/5/2011  | 日本     | 京都 | 草2000 | GII  | 金鯱賞         | 58   | 福永祐一 | 13   | 16   | 1    | 2:02.4   | （北國隊長）        |
| 26/6/2011  | 日本     | 阪神 | 草2200 | GI   | 寶塚紀念       | 58   | 横山典弘 | 3    | 16   | 5    | 2:11.0   | 熱誠真摯            |
| 25/12/2011 | 日本     | 中山 | 草2500 | GI   | 有馬紀念       | 57   | 曼迪沙寶 | 14   | 13   | 4    | 2:36.2   | 黃金巨匠            |
| 22/1/2012  | 日本     | 中山 | 草2200 | GII  | 美國賽馬會盃   | 57   | 福永祐一 | 3    | 11   | 1    | 2:17.3   | （中山騎士）        |
| 24/3/2012  | 日本     | 中山 | 草2500 | GII  | 日經賞         | 57   | 福永祐一 | 13   | 14   | 3    | 2:38.1   | 貓之拳              |
| 29/4/2012  | 香港     | 沙田 | 草2000 | GI   | 女皇盃         | 57   | 李寶利   | 4    | 13   | 1    | 2:02.38  | （自由好）          |
| 24/6/2012  | 日本     | 阪神 | 草2200 | GI   | 寶塚紀念       | 58   | 韋紀力   | 7    | 16   | 2    | 2:11.2   | 黃金巨匠            |
| 28/10/2012 | 日本     | 東京 | 草2000 | GI   | 秋季天皇賞     | 58   | 曼迪沙寶 | 6    | 18   | 3    | 1:57.6   | 榮進閃耀            |
| 25/11/2012 | 日本     | 東京 | 草2400 | GI   | 日本盃         | 57   | 韋紀力   | 13   | 17   | 3    | 2:23.5   | 貴婦人              |
| 23/12/2012 | 日本     | 中山 | 草2500 | GI   | 有馬紀念       | 57   | 韋紀力   | 9    | 16   | 3    | 2:32.2   | 黃金船              |

## 退役後
退役後，統治地位成為了配種馬，於北海道安平町社台Stallion Station休養，在2013年進行配種，首批子嗣於2014年出生。首批子嗣可於2016年出賽，6月12日經已有中央的子嗣在新馬戰中取勝。2017年10月22日，神業於菊花賞取勝，成為首匹勝出分級賽及一級賽的統治地位子嗣。

### 主要子嗣

#### 一級賽優勝子嗣
粗體字為一級賽
2014年生
- 神業（菊花賞）

2015年生
- 白朗冰川（新潟大賞典、鳴尾紀念、小倉紀念、 考菲爾德盃）

2018年生
- 神志勇進（兩次讀賣盃、一哩冠軍賽、 杜拜草地大賽）

2020年生
- 越發甜（朝日盃未來錦標）

2021年生
- 拯救者（鑽石錦標、春季天皇賞）

#### 分級賽優勝子嗣
2014年生
- A Shin Click（阪神春季跳欄錦標）
- 賽黃晶（美國賽馬會盃、京都紀念）
- My Blue Heaven（新潟跳欄錦標）

2015年生
- Tetradrachm（每日盃皇后盃）
- Grandiose（鑽石錦標）

2016年生
- 萬分感謝（阿根廷共和國盃）
- Lion Lion（青葉賞、聖烈特紀念）
- 波爾卡舞（中山牝馬錦標、福島牝馬錦標）
- 實力比試（紫苑錦標）

2017年生
- 真身（七夕賞、小倉紀念）

2018年生
- 錦城妙事（青葉賞）
- （人魚錦標）
- Ho O Ixelles（百花盃）

2020年生
- 夜神飛驥（如月賞）
- Smile Through（京都跳欄錦標、小倉跳欄錦標）
- 假面歌姬（玫瑰錦標、阪神牝馬錦標）

2021年生
- Di Speranza（雅靈頓盃）

#### 在香港服役的子嗣
由2024-2025年度馬季開始，統治地位已有子嗣在香港服役，包括「好好料」（楊紹信博士合夥名下馬匹）。

## 血統簡介
父系夏威夷王爲日本賽駒，生涯戰績極為優秀，僅得一戰未能獲勝，曾勝出一級賽NHK一哩賽及東京優駿（日本打吡），爲日本史上首匹贏得變則二冠的賽駒。祖父金滿寶爲美國生產的法國賽駒，曾三勝一級賽，亦爲近代著名種馬之一。
母系氣槽為日本賽駒，曾勝出1997年秋季天皇賞並奪得當年日本馬王頭銜，被譽為一代名雌、「女帝」。外祖父為愛爾蘭生產的意大利賽駒東來兵，曾勝出凱旋門大賽，退役後於日本配種，和週日寧靜及百仁時間並稱為「改變日本賽馬的三匹種馬」。

### 血統表
| 父線：金滿寶系（淘金者系）     |                           |                |                         |
| 種馬 夏威夷王 2001年（棗色）   | 金滿寶 1990年（棗色）     | 淘金者         | Raise a Native          |
| 種馬 夏威夷王 2001年（棗色）   | 金滿寶 1990年（棗色）     | 淘金者         | Gold Digger             |
| 種馬 夏威夷王 2001年（棗色）   | 金滿寶 1990年（棗色）     | Miesque        | 雷利耶夫                |
| 種馬 夏威夷王 2001年（棗色）   | 金滿寶 1990年（棗色）     | Miesque        | Pasadoble               |
| 種馬 夏威夷王 2001年（棗色）   | Manfath 1991年（深棗色）  | 最後大官       | Try My Best             |
| 種馬 夏威夷王 2001年（棗色）   | Manfath 1991年（深棗色）  | 最後大官       | Mill Princess           |
| 種馬 夏威夷王 2001年（棗色）   | Manfath 1991年（深棗色）  | Pilot Bird     | Blakeney                |
| 種馬 夏威夷王 2001年（棗色）   | Manfath 1991年（深棗色）  | Pilot Bird     | The Dancer993年（棗色） |
| 繁殖雌馬 氣槽 1993年（棗色）   | 東來兵 1983年（棗色）     | Kampala        | Kalamoun                |
| 繁殖雌馬 氣槽 1993年（棗色）   | 東來兵 1983年（棗色）     | Kampala        | State Pension           |
| 繁殖雌馬 氣槽 1993年（棗色）   | 東來兵 1983年（棗色）     | Severn Bridge  | Hornbeam                |
| 繁殖雌馬 氣槽 1993年（棗色）   | 東來兵 1983年（棗色）     | Severn Bridge  | Priddy Fair             |
| 繁殖雌馬 氣槽 1993年（棗色）   | Dyna Carle 1980年（棗色） | 北方風味       | 北地舞人                |
| 繁殖雌馬 氣槽 1993年（棗色）   | Dyna Carle 1980年（棗色） | 北方風味       | Victoria Lady           |
| 繁殖雌馬 氣槽 1993年（棗色）   | Dyna Carle 1980年（棗色） | Shadai Feather | Guersant                |
| 繁殖雌馬 氣槽 1993年（棗色）   | Dyna Carle 1980年（棗色） | Shadai Feather | Peroxide                |
| 雌系：號族：8-f                |                           |                |                         |
| 五代內近親交配：北地舞人 5×5×4 |                           |                |                         |

## 命名由來
名字Rulership（ルーラーシップ）意思為：「統治權」，聯想自父系夏威夷王之名字，香港則翻譯為「統治地位」。

## 外部連結
- 統治地位 netkeiba.com （页面存档备份，存于）
- 血統表 （页面存档备份，存于）